# Batracomorphus classeyi
Batracomorphus classeyi är en insektsart som beskrevs av Quartau 1981. Batracomorphus classeyi ingår i släktet Batracomorphus och familjen dvärgstritar. Inga underarter finns listade i Catalogue of Life.